# Region Maloja
Die Region Maloja (rätoromanisch (oberengadinisch) Malögia) ist eine Verwaltungseinheit des Kantons Graubünden in der Schweiz, die durch die Gebietsreform auf den 1. Januar 2017 entstand.
Die Region Maloja ist territorial mit dem bis zum 31. Dezember 2016 bestehenden Bezirk Maloja identisch.
Der Kreis Bergell wurde auf den 31. Dezember 2015 aufgelöst, der Kreis Oberengadin blieb noch bis zum 31. Dezember 2016 für überkommunale Aufgaben weiter bestehen.

## Einteilung
Zur Region Maloja gehören folgende Gemeinden:
Stand: 1. Januar 2016
| Wappen               | Name der Gemeinde    | Einwohner (31. Dezember 2023) | Fläche in km² | Einw. pro km² |
| -------------------- | -------------------- | ----------------------------- | ------------- | ------------- |
| Bever                | Bever                | 607                           | 45,75         | 13            |
| Bregaglia            | Bregaglia            | 1578                          | 251,42        | 6             |
| Celerina/Schlarigna  | Celerina/Schlarigna  | 1411                          | 24,02         | 59            |
| La Punt Chamues-ch   | La Punt Chamues-ch   | 732                           | 63,28         | 12            |
| Madulain             | Madulain             | 197                           | 16,29         | 12            |
| Pontresina           | Pontresina           | 2077                          | 118,18        | 18            |
| St. Moritz           | St. Moritz           | 4926                          | 28,69         | 172           |
| Samedan              | Samedan              | 2913                          | 113,79        | 26            |
| S-chanf              | S-chanf              | 706                           | 138,03        | 5             |
| Sils im Engadin/Segl | Sils im Engadin/Segl | 708                           | 63,58         | 11            |
| Silvaplana           | Silvaplana           | 1089                          | 44,77         | 24            |
| Zuoz                 | Zuoz                 | 1218                          | 65,78         | 19            |
| Total (12)           | Total (12)           | 18'162                        | 973,58        | 19            |

## Entwicklung der ausländischen Wohnbevölkerung
In der ständigen Wohnbevölkerung in der Region Maloja (also diejenigen nicht mitgezählt, die lediglich als in Zweitwohnungen wohnhaft gemeldet sind) zeigt sich in puncto internationale Wanderungsbewegungen in den letzten Jahren Folgendes:
Während 2000 die Anzahl der international zugezogenen etwa gleich hoch war wie die Anzahl der international weggezogenen, erreichten die internationalen Zuzüge im Jahre 2005 nahezu die doppelte Anzahl (von 366 auf 736), während die internationalen Wegzüge im selben Zeitraum nur um 23 % gestiegen sind (von 348 auf 451). Für 2006 wird ein Rückgang der internationalen Zuzüge um 7 % verzeichnet (von 736 auf 686), während die internationalen Wegzüge um 10 % gestiegen sind (von 415 auf 497).
Im Vergleich zum Durchschnitt der Bezirke der Schweiz liegt das totale Wanderungssaldo der Region Maloja (also inklusive der interkantonalen und intrakantonalen Zuzüge und Wegzüge in der ständigen Wohnbevölkerung) in jedem der Jahre zwischen 2000 und 2006 um 3 bis 12 Punkte höher oder tiefer. Im Total der Wanderungsbewegungen der ständigen Wohnbevölkerung zeigt sich in der Region Maloja also als weitgehend untypisch.